# Michal Maroši
Michal Maroši (ur. 29 maja 1978 w Benátkach) – czeski kolarz górski, mistrz Europy.

## Kariera
Największy sukces w karierze Michal Maroši osiągnął w 1998 roku, kiedy zdobył złoty medal w dualu podczas mistrzostw Europy w Aywaille. Po wycofaniu dualu z programu mistrzostw startował w four-crossie i downhillu. W pierwszej z tych konkurencji był między innymi siódmy podczas mistrzostw świata w Rotorua w 2006 roku. W downhillu spisywał się słabiej, najlepszy wynik osiągając na mistrzostwach świata w Vail, gdzie zajął 24. miejsce. Trzykrotnie stawał na podium zawodów Pucharu Świata (raz w dualu i dwa razy w 4X), odnosząc jedno zwycięstwo – 15 maja 2010 roku w Mariborze był najlepszy w four-crossie. W sezonie 2010 zajął piąte miejsce w klasyfikacji końcowej four-crossu. Nigdy nie wystąpił na igrzyskach olimpijskich.